# John Ingle

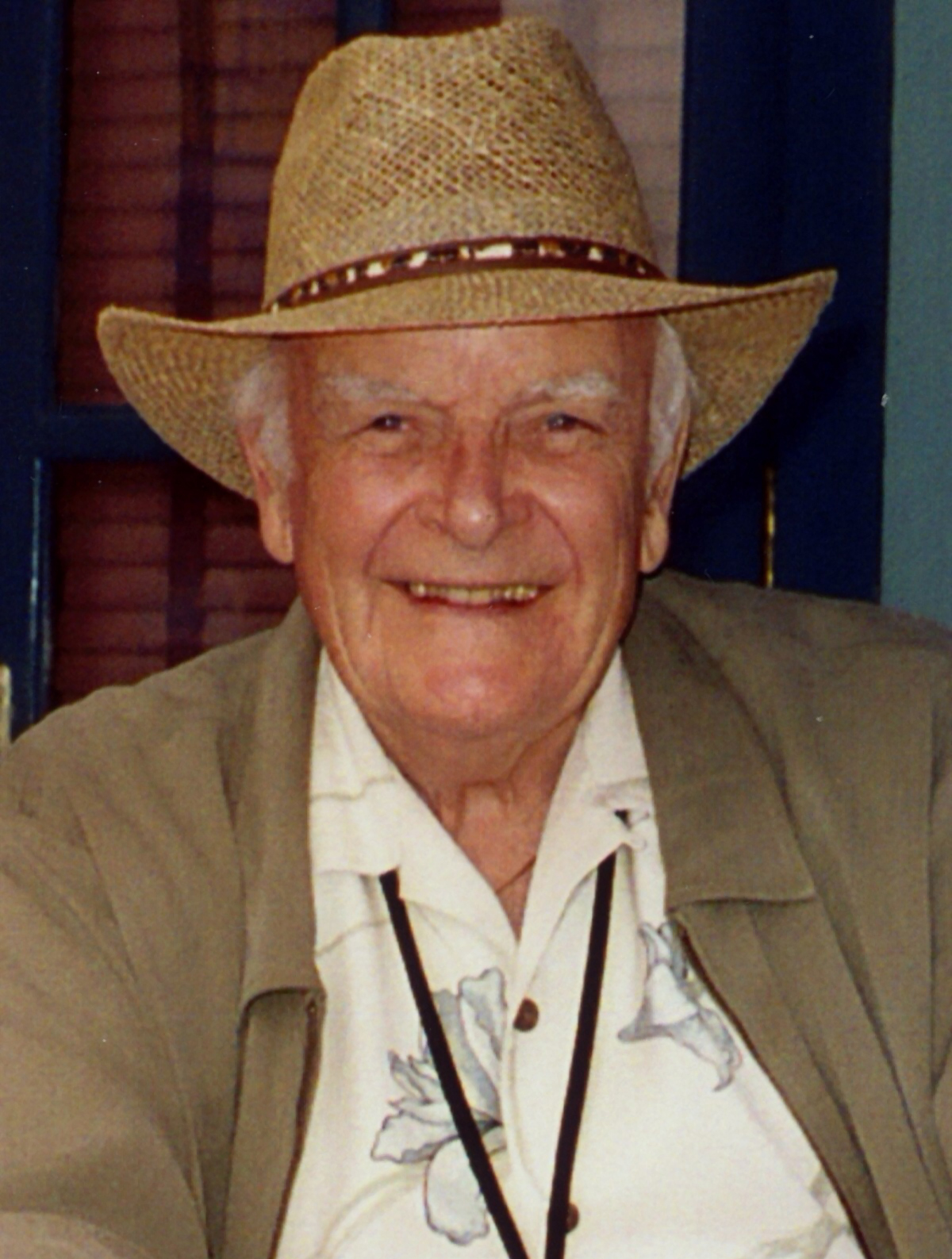
John Ingle (2006)

John Houston Ingle (* 7. Mai 1928 in Tulsa, Oklahoma; † 16. September 2012 in Los Angeles, Kalifornien) war ein US-amerikanischer Schauspieler, Synchronsprecher und Lehrer.

## Leben
John Houston Ingle besuchte die Verdugo Hills High School und studierte anschließend am Occidental College. Ab 1955 war er Lehrer für Englisch und Theater an der Hollywood High School. 1964 wurde er zur Beverly Hills High School versetzte, wo er bis zu seiner Pensionierung 1985 fortan Schauspiel unterrichtete. Zu seinen bekanntesten Schülern zählten die späteren Schauspieler Nicolas Cage, Albert Brooks, Richard Dreyfuss, Joanna Gleason, Barbara Hershey, Swoosie Kurtz, Stefanie Powers, David Schwimmer, Jonathan Silverman und Julie Kavner.
Ab Anfang der 1980er übernahm Ingle vereinzelt Gastrollen in Fernsehserien und Filmen. Er spielte in Filmen wie Amazonen auf dem Mond oder Warum die Amis den Kanal voll haben, RoboCop 2 und Der Tod steht ihr gut mit. Außerdem spielte er die Figur des Edward Quatermaine in 452 Folgen der Krankenhausserie General Hospital und die Figur des Mickey Horton von 2004 bis 2006 in 43 Folgen in der Fernsehserie Zeit der Sehnsucht. Neben der Schauspielerei synchronisierte er auch mehrere Trickfilme und Fernsehserien. So war seine bekannteste von ihm synchronisierte Figur der Triceratops Topsy in 12 Zeichentrickfilmen der Filmreihe Ein Land vor unserer Zeit und der 2007 produzierten Fernsehserie  In einem Land vor unserer Zeit.
Am 16. September 2012 verstarb Ingle. Seine Ehefrau Grace-Lynne Martin verstarb bereits am 11. Februar 2012. Beide waren seit dem 11. Dezember 1954 verheiratet. Sie hatten fünf gemeinsame Töchter, neun Enkelkinder und drei Urenkel.

## Filmografie (Auswahl)

### Film
- 1985: High-Life Klinik (Stitches)
- 1986: Der Callgirl Club (Beverly Hills Madam)
- 1987: Amazonen auf dem Mond oder Warum die Amis den Kanal voll haben (Amazon Women on the Moon)
- 1988: Defense Play – Mörderische Spiele (Defense Play)
- 1988: Eine verhängnisvolle Erfindung (14 Going on 30)
- 1988: Heathers
- 1989: Stadt der Spieler (The Neon Empire)
- 1990: Der große amerikanische Sexskandal (Jury Duty: The Comedy)
- 1990: RoboCop 2
- 1990: Von allen Geistern besessen! (Repossessed)
- 1992: Alptraum ohne Erwachen (Nightmare in the Daylight)
- 1992: Der Tod steht ihr gut (Death Becomes Her)
- 1993: Bonanza – Die Rückkehr auf die Ponderosa (Bonanza: The Return)
- 1994: In einem Land vor unserer Zeit II – Das vergessene Tal oder Das Abenteuer im Großen Tal (The Land Before Time II: The Great Valley Adventure)
- 1995: In einem Land vor unserer Zeit III – Die Zeit der großen Gabe (The Land Before Time III: The Time of the Great Giving)
- 1996: In einem Land vor unserer Zeit IV – Im Tal des Nebels (The Land Before Time IV: Journey Through the Mists)
- 1997: In einem Land vor unserer Zeit V – Die geheimnisvolle Insel (The Land Before Time V: The Mysterious Island)
- 1998: In einem Land vor unserer Zeit VI – Der geheimnisvolle Berg der Saurier (The Land Before Time VI: The Secret of Saurus Rock)
- 1998: Senseless
- 2000: In einem Land vor unserer Zeit VII – Der geheimnisvolle Zauberstein (The Land Before Time VII: The Stone of Cold Fire)
- 2001: In einem Land vor unserer Zeit VIII – Der erste Schnee (The Land Before Time VIII: The Big Freeze)
- 2002: In einem Land vor unserer Zeit IX – Die Reise zum großen Wasser (The Land Before Time IX: Journey to Big Water)
- 2003: In einem Land vor unserer Zeit X – Die große Reise (The Land Before Time X: The Great Longneck Migration)
- 2005: In einem Land vor unserer Zeit XI – Das Geheimnis der kleinen Saurier (The Land Before Time XI: Invasion of the Tinysauruses)
- 2006: In einem Land vor unserer Zeit XII – Die große Flugschau (The Land Before Time XII: The Great Day of the Flyers)
- 2007: In einem Land vor unserer Zeit XIII – Auf der Suche nach dem Beerental (The Land Before Time XIII: The Wisdom of Friends)

### Serie
- 1985–1991: Unter der Sonne Kaliforniens (Knots Landing, zwei Folgen)
- 1989–1991: Harrys wundersames Strafgericht (Night Court, drei Folgen)
- 1993–2012: General Hospital (452 Folgen)
- 1999–2002: Drew Carey Show (The Drew Carey Show, fünf Folgen)
- 2004–2006: Zeit der Sehnsucht (Days of our Lives, 43 Folgen)
- 2007–2008: In einem Land vor unserer Zeit (The Land Before Time, sechs Folgen)